# یولانتا لوت
یولانتا لوت (لهستانی: Jolanta Lothe؛ زادهٔ ۱۹ آوریل ۱۹۴۲ – ۱ آوریل ۲۰۲۲) بازیگر اهل لهستان بود.
از فیلم‌ها یا مجموعه‌های تلویزیونی که وی در آن‌ها نقش داشت، می‌توان به سرنوشت‌های لهستانی، به‌دور از جاده، سیل، کروز و قانون حقیقی اشاره نمود.